# AFL - Division IV 2018
La AFL Division IV 2018 è stata la 4ª edizione del campionato di football americano di quinto livello, organizzato dalla AFBÖ.

## Squadre partecipanti
| Club                   | Città               | Stadio | Sponsor ufficiale | Risultato nella stagione 2017 |
| ---------------------- | ------------------- | ------ | ----------------- | ----------------------------- |
| Air Force Hawks        | Tulln an der Donau  |        |                   |                               |
| BSK Ravens             | Bischofshofen       |        |                   |                               |
| Carnuntum Legionaries  | Bruck an der Leitha |        |                   |                               |
| Danube Dragons 2       | Vienna              |        |                   |                               |
| Fehérvár Enthroners    | Székesfehérvár      |        |                   |                               |
| Klosterneuburg Broncos | Klosterneuburg      |        |                   |                               |
| Salzburg Bulls 2       | Salisburgo          |        |                   |                               |
| Salzburg Ducks 2       | Salisburgo          |        |                   |                               |
| Traun Steelsharks 2    | Traun               |        |                   |                               |
| Upper Styrian Rhinos   | Kapfenberg          |        |                   |                               |
| Vikings Super Seniors  | Vienna              |        |                   |                               |
| Wörgl Warriors         | Wörgl               |        | Vertex            |                               |

## Stagione regolare

### Calendario

#### 1ª giornata
| 7 aprile 2018, ore 14:00 | Carnuntum Legionaries | 33 – 0 (6-0 0-0 20-0 7-0) referto | Air Force Hawks |  |

| 7 aprile 2018, ore 17:00 | Vikings Super Seniors | 13 – 28 (7-6 0-8 0-6 6-8) referto | Klosterneuburg Broncos |  |

| 8 aprile 2018, ore 14:00 | Wörgl Warriors | 22 – 3 (0-0 15-0 0-3 7-0) referto | Salzburg Ducks 2 | (450 spett.) |

| 8 aprile 2018, ore 14:00 | BSK Ravens | 0 – 35 (0-13 0-8 0-7 0-7) referto | Traun Steelsharks 2 |  |

#### 2ª giornata
| 14 aprile 2018, ore 14:00 | Traun Steelsharks 2 | 7 – 28 (0-14 7-0 0-7 0-7) referto | Upper Styrian Rhinos |  |

| 14 aprile 2018, ore 15:00 | Salzburg Bulls 2 | 2 – 3 (0-3 0-0 2-0 0-0) referto | Wörgl Warriors |  |

| 15 aprile 2018, ore 14:00 | Fehérvár Enthroners | 68 – 6 referto | Vikings Super Seniors |  |

| 15 aprile 2018, ore 15:00 | Air Force Hawks | 7 – 31 (0-7 0-10 0-14 7-0) referto | Danube Dragons 2 |  |

#### 3ª giornata
| 28 aprile 2018, ore 15:00 | Upper Styrian Rhinos | 50 – 6 (21-0 20-0 3-0 6-6) referto | BSK Ravens |  |

| 28 aprile 2018, ore 18:00 | Vikings Super Seniors | 0 – 54 (0-22 0-20 0-0 0-12) referto | Carnuntum Legionaries |  |

| 29 aprile 2018, ore 10:00 | Salzburg Ducks 2 | 0 – 35 (0-0 0-7 0-21 0-7) referto | Salzburg Bulls 2 |  |

| 29 aprile 2018, ore 15:00 | Danube Dragons 2 | 0 – 31 (0-0 0-10 0-14 0-7) referto | Fehérvár Enthroners |  |

| 29 aprile 2018, ore 15:00 | Klosterneuburg Broncos | 24 – 21 (24-7 0-0 0-14 0-0) referto | Air Force Hawks |  |

#### 4ª giornata
| 5 maggio 2018, ore 14:00 | Wörgl Warriors | 14 – 7 (0-7 7-0 7-0 0-0) referto | Traun Steelsharks 2 |  |

| 6 maggio 2018, ore 14:00 | Salzburg Ducks 2 | 6 – 37 (6-7 0-0 0-20 0-10) referto | BSK Ravens |  |

| 6 maggio 2018, ore 14:00 | Fehérvár Enthroners | 35 – 0 (14-0 7-0 7-0 7-0) referto | Carnuntum Legionaries |  |

#### 5ª giornata
| 19 maggio 2018, ore 15:00 | Carnuntum Legionaries | 0 – 23 (0-13 0-7 0-3 0-0) referto | Danube Dragons 2 |  |

| 19 maggio 2018, ore 17:00 | Traun Steelsharks 2 | 67 – 3 (20-3 32-0 8-0 7-0) referto | Salzburg Ducks 2 |  |

| 20 maggio 2018, ore 14:00 | BSK Ravens | 7 – 31 (0-7 7-6 0-3 0-15) referto | Wörgl Warriors |  |

| 20 maggio 2018, ore 14:00 | Klosterneuburg Broncos | 0 – 55 (0-21 0-21 0-0 0-13) referto | Fehérvár Enthroners |  |

| 20 maggio 2018, ore 15:00 | Air Force Hawks | 53 – 12 (21-6 13-0 6-6 13-0) referto | Vikings Super Seniors |  |

| 21 maggio 2018, ore 15:00 | Salzburg Bulls 2 | 0 – 37 (0-3 0-10 0-14 0-10) referto | Upper Styrian Rhinos |  |

#### 6ª giornata
| 9 giugno 2018, ore 15:00 | Upper Styrian Rhinos | 12 – 0 (6-0 6-0 0-0 0-0) referto | Wörgl Warriors |  |

| 9 giugno 2018, ore 15:00 | Carnuntum Legionaries | 30 – 6 (7-0 10-6 13-0 0-0) referto | Klosterneuburg Broncos |  |

| 9 giugno 2018, ore 16:00 | Air Force Hawks | 0 – 65 (0-14 0-17 0-7 0-27) referto | Fehérvár Enthroners |  |

| 9 giugno 2018, ore 17:00 | Traun Steelsharks 2 | 54 – 0 (6-0 20-0 7-0 21-0) referto | Salzburg Bulls 2 |  |

| 10 giugno 2018, ore 15:00 | Danube Dragons 2 | 55 – 15 (14-0 13-8 21-0 7-7) referto | Vikings Super Seniors |  |

#### 7ª giornata
| 17 giugno 2018, ore 14:00 | Salzburg Ducks 2 | 0 – 43 (0-7 0-14 0-15 0-7) referto | Upper Styrian Rhinos |  |

| 17 giugno 2018, ore 15:00 | Salzburg Bulls 2 | 0 – 17 (0-7 0-10 0-0 0-0) referto | BSK Ravens |  |

| 17 giugno 2018, ore 15:00 | Klosterneuburg Broncos | 13 – 31 (7-7 6-14 0-0 0-10) referto | Danube Dragons 2 |  |

#### 8ª giornata
| 30 giugno 2018, ore 15:00 | Upper Styrian Rhinos | 28 – 12 (0-6 14-0 7-6 7-0) referto | Traun Steelsharks 2 |  |

| 30 giugno 2018, ore 17:00 | BSK Ravens | 20 – 0 (7-0 0-0 6-0 7-0) referto | Salzburg Ducks 2 |  |

| 30 giugno 2018, ore 17:00 | Vikings Super Seniors | 7 – 35 (0-6 7-27 0-2 0-0) referto | Air Force Hawks |  |

| 1º luglio 2018, ore 14:00 | Wörgl Warriors | 30 – 6 (3-0 7-0 0-6 20-0) referto | Salzburg Bulls 2 |  |

| 1º luglio 2018, ore 14:00 | Fehérvár Enthroners | 48 – 0 (21-0 14-0 6-0 7-0) referto | Klosterneuburg Broncos |  |

| 1º luglio 2018, ore 15:00 | Danube Dragons 2 | 16 – 14 (6-0 7-7 0-7 3-0) referto | Carnuntum Legionaries |  |

### Classifica
La classifica della regular season è la seguente:
- PCT = percentuale di vittorie, G = partite giocate, V = partite vinte,  P = partite perse, PF = punti fatti, PS = punti subiti

#### Conference A
| Pos. | Squadra              | PCT   | G | V | N | P | PF  | PS  |
| ---- | -------------------- | ----- | - | - | - | - | --- | --- |
| 1    | Upper Styrian Rhinos | 1.000 | 6 | 6 | 0 | 0 | 198 | 25  |
| 2    | Wörgl Warriors       | .833  | 6 | 5 | 0 | 1 | 100 | 37  |
| 3    | Traun Steelsharks 2  | .500  | 6 | 3 | 0 | 3 | 182 | 73  |
| 4    | BSK Ravens           | .500  | 6 | 3 | 0 | 3 | 87  | 122 |
| 5    | Salzburg Bulls 2     | .167  | 6 | 1 | 0 | 5 | 43  | 141 |
| 6    | Salzburg Ducks 2     | .167  | 6 | 0 | 0 | 6 | 12  | 224 |

#### Conference B
| Pos. | Squadra                | PCT   | G | V | N | P | PF  | PS  |
| ---- | ---------------------- | ----- | - | - | - | - | --- | --- |
| 1    | Fehérvár Enthroners    | 1.000 | 6 | 6 | 0 | 0 | 302 | 6   |
| 2    | Danube Dragons 2       | .833  | 6 | 5 | 0 | 1 | 156 | 80  |
| 3    | Carnuntum Legionaries  | .500  | 6 | 3 | 0 | 3 | 131 | 80  |
| 4    | Klosterneuburg Broncos | .333  | 6 | 2 | 0 | 4 | 71  | 198 |
| 5    | Air Force Hawks        | .333  | 6 | 2 | 0 | 4 | 116 | 172 |
| 6    | Vikings Super Seniors  | .000  | 6 | 0 | 0 | 6 | 53  | 293 |

## Playoff

### Tabellone
|  | Semifinali | Semifinali           | Semifinali |                     |    | IV Mission Bowl      | IV Mission Bowl | IV Mission Bowl |  |
|  |            |                      |            |                     |    |                      |                 |                 |  |
|  | 1A         | Upper Styrian Rhinos | 14         |                     |    |                      |                 |                 |  |
|  | 1A         | Upper Styrian Rhinos | 14         |                     |    |                      |                 |                 |  |
|  | 2B         | Danube Dragons 2     | 10         |                     |    |                      |                 |                 |  |
|  | 2B         | Danube Dragons 2     | 10         |                     | 1A | Upper Styrian Rhinos | 6               |                 |  |
|  |            |                      |            |                     | 1A | Upper Styrian Rhinos | 6               |                 |  |
|  |            |                      | 1B         | Fehérvár Enthroners | 44 |                      |                 |                 |  |
|  | 2A         | Wörgl Warriors       | 1B         | Fehérvár Enthroners | 44 | 0                    |                 |                 |  |
|  | 2A         | Wörgl Warriors       |            |                     |    |                      |                 |                 |  |
|  | 1B         | Fehérvár Enthroners  | 75         |                     |    |                      |                 |                 |  |

### Semifinali
| 14 luglio 2018, ore 15:00 | Upper Styrian Rhinos | 14 – 10 (0-0 7-3 0-0 7-7) referto | Danube Dragons 2 |  |

| 15 luglio 2018, ore 18:00 | Fehérvár Enthroners | 75 – 0 (21-0 35-0 6-0 13-0) referto | Wörgl Warriors |  |

### IV Mission Bowl
| 28 luglio 2018, ore 17:00 | Upper Styrian Rhinos | 6 – 44 (0-7 6-13 0-17 0-7) referto | Fehérvár Enthroners |  |

## Verdetti
- /  Fehérvár Enthroners Vincitori dell'AFL Division IV 2018